# Engure (novads)
Engure (łot.: Engures novads) – jeden z łotewskich novadsów, funkcjonujący w latach 2009–2021.

## Historia
Novads powstało na terenach należących przed 2009 do rejonu Tukums.
W skład novadsu wchodziły trzy pagastsy: Engure, Lapmežciems i Smārde. Jego stolicą została wieś Smārde.
Zlikwidowany w ramach reformy administracyjnej 30 czerwca 2021. Wszedł w całości w skład nowego novadsu Tukums.